# وانغ بيت نا
وانغ بيت نا (من مواليد 15 أبريل 1981) بالصينية 王 嫔 娜 هي ممثلة من كوريا الجنوبية. ولدت في بكين في 15 أبريل 1981 وحصلت على الجنسية في كوريا الجنوبية. في 27 يناير 2007 ، أقامت وانغ بيت نا ولاعب الجولف المحترف جونغ سيونغ وو حفل زفافهما في فندق شيلا في سيول. أنجبت ابنها في 21 أبريل 2009. اشتهرت بلعب دور بو-يونغ في الدراما التاريخية الشهيرة Hwang Jini .

## فيلموغرافيا

### مسلسلات تلفزيونية
- ثلاثة أشقاء شجعان (KBS2 ، 2022)
- سيدة شابة ورجل نبيل (2021 ، KBS2)[3]
- النهر حيث يرتفع القمر (KBS2 ، 2021) [4] [5]
- لن تعرف أبدًا (JTBC ، 2021)
- الحب في الحزن (MBC، 2019) [6]
- المتسوقة الشخصية الغامضة (KBS2، 2018) [7]
- الحب الأول مرة أخرى (KBS2، 2016-2017)
- الغريب الوسيم وانا (KBS2، 2016)
- خمسة أطفال (KBS2، 2016)
- فضيحة الزوجة - ارتفاع الريح (تلفزيون تشوسون ، 2014) (الحلقة 2: "حب أحمق")
- سيدة واحدة الماكرة (MBC ، 2014) ( كاميو ، الحلقة 2)
- غرفتين للسيدات (SBS، 2013)
- تنبيه قبيح (SBS ، 2013) ( كاميو ، الحلقة 1)
- زوجين Ohlala (KBS2 ، 2012) ( كاميو )
- الأبناء (إم بي سي ، 2012)
- ما زلت أنت (SBS ، 2012)
- هل يمكن للحب أن يصبح مالا؟ (MBN ، 2012)
- مستشفى منتصف الليل (MBC ، 2011)
- لقد وثقت به (MBC ، 2011)
- كيم سو رو ، الملك الحديدي (إم بي سي ، 2010)
- المرأة التي لا تزال تريد الزواج (MBC ، 2010)
- الأحداث السعيدة في تشون غا (MBC ، 2008)
- يطير عاليا (اس بي اس ، 2007)
- ميري ماري (إم بي سي ، 2007)
- هوانج جيني (KBS2 ، 2006)
- عشيقي المجنون (SBS ، 2006)
- عزيزي الجنة (اس بي اس ، 2005)
- الحب والتعاطف (اس بي اس ، 2005)
- نساء صغيرات (SBS ، 2004)
- هي كول (KBS2 ، 2003)
- ثلج (إم بي سي ، 2003)

### فيلم
- التشيلو (2005)
- قتلة رومانسية (2003)
- 2424 (2002)
- اركض اليك (2002)

## روابط خارجية
- وانغ بيت نا في ويل إنترتينمنت (بالكورية)
- وانغ بيت نا في هانسينما </img>
- [http://www.imdb.com/name/nm3843766/ Wang Bit-na

] في قاعدة بيانات الأفلام على الإنترنت
- وانغ بيت نا على إنستغرام (بالكورية)